# Tatort: Blinde Angst
Blinde Angst ist ein österreichischer Fernsehkrimi aus dem Jahr 1989. Das Drehbuch schrieb Bert Steingötter, Regie führte Kurt Junek. Es war die insgesamt 223. Tatort-Folge und der zweite Fall von Inspektor Fichtl (Michael Janisch) als Hauptermittler, allerdings waren von dessen neun Folgen nur acht Folgen der offiziellen Tatort-Reihe, sein erster Fall war eine Tatort-Folge des ORF, die nur in Österreich erstausgestrahlt und in Deutschland nur einmal im Hessischen Rundfunk im Fernsehen gezeigt wurde. Fichtl und sein Team haben es mit dem Mord an einem alten Gärtner und einer Raubserie in Wiener Villen zu tun.

## Handlung
Der alte Gärtner Johann Kostmann, der allein in der heruntergekommenen Villa des verstorbenen Ehepaares Kemmer wohnt, die seine Arbeitgeber waren, erzählt abends in einer Kneipe von seinen größeren Ersparnissen, die er angeblich in der Villa aufbewahrt. Kurt und Sonja, ein junges Pärchen, hören die Prahlerei und beschließen spontan, den alten Mann auszurauben. Sonja erweckt das Mitleid von Kostmann und bringt ihn dazu, bei ihr zu übernachten, während Kurt draußen auf sie wartet und den beiden folgt. Sonja lässt die Tür der Villa offen, so dass Kurt den alten Mann überfallen kann. Um an die vermeintlichen Ersparnisse des alten Mannes zu kommen, misshandelt Kurt Kostmann auf brutale Weise. Am nächsten Morgen wird Inspektor Fichtl in die Villa Kemmer gerufen, in der die Beamten Kostmann erdrosselt auffinden, Sonja hatte einen anonymen Anruf beim Sicherheitsbüro getätigt. Durch die Vernehmung von Kemmers Sohn und Alleinerben Theodor stellt sich heraus, dass Kostmann kein Geld hatte, es aber von Theodor Kemmer erwartete, weil dieser ihm das lebenslange Wohnrecht in der Villa seiner Eltern abkaufen wollte, um sie veräußern zu können. Theo Kemmer streitet ab, etwas mit dem Mord zu tun zu haben. Er sagt allerdings aus, dass eine wertvolle Golduhr fehlt, die seine Eltern Kostmann für dessen treue Dienste geschenkt hatten.
Sonja erfährt aus der Zeitung, dass Kostmann tot ist und macht ihrem Freund Kurt Vorwürfe. Die Uhr hat er mittlerweile an „Django“ verspielt, aus der Zeitung erfahren Kurt und Sonja, dass die Polizei von der Existenz der Uhr weiß. Als Kurt Django aufsucht und ihn um die Rückgabe der Uhr bittet, erpresst dieser Kurt, weil er von dem Verbrechen weiß. Als Django kurz darauf nach einer Kneipenschlägerei verhaftet wird und die Uhr bei ihm gefunden wird, gibt er der Polizei den Hinweis auf Kurt. Fichtl sucht Kurt auf, trifft aber nur Sonja an, die angibt, die Uhr von Kostmann geschenkt bekommen zu haben, Kurt sei dabei nicht anwesend gewesen. Als sie gegangen sei, habe Kostmann noch gelebt. Fichtl glaubt ihr nicht, Sonja gesteht schließlich, dass Kurt Kostmann misshandelt habe, um an sein vermeintliches Geld zu kommen. Er habe allerdings ihr gegenüber beteuert, dass er Kostmann nicht getötet habe. Er habe ein Geräusch im Haus gehört, sie habe draußen auf Kurt gewartet, als er noch einmal nach Kostmann geschaut habe. Fichtl fängt an, an Kurts Täterschaft zu zweifeln und wegen Kemmer zu recherchieren. Während Fichtl herausfindet, dass Theodor Kemmer spielsüchtig ist und sich nur selten in seiner Spedition blicken lässt, fahndet Hollocher nach Kurt. Dr. Putner tut Fichtls Verdacht ab und konzentriert sich auf die Fahndung nach Kurt.
Inspektor Winter spricht mit der inhaftierten Sonja und versucht sie zu überreden, Kurt dazu zu bringen, sich zu stellen. Sonja stimmt zu und wird vorläufig auf freien Fuß gesetzt. In Kemmers Spedition finden die Beamten Hinweise darauf, dass Kemmer aufgrund seiner Spielschulden in eine aktuelle Raubserie, bei der reiche Wiener Familien in ihren Villen überfallen werden, verwickelt sein könnte. Der flüchtige Kurt erfährt unterdessen von Sonjas Freilassung und meldet sich telefonisch bei ihr. Diese drängt ihn, sich zu stellen, doch als er merkt, dass Inspektor Winter bei ihr ist, legt er auf. Winter kommt unterdessen in der Raubserie weiter, der Hintermann ist eine Unterweltgröße namens Johann Smolek, er arbeitet mit einer Spedition zusammen, die die geraubten Kunstgegenstände ins Ausland verbringt. Fichtl kombiniert, dass Kemmer Smolek wegen seiner Spielsucht kennen muss und dass er wegen seiner Schulden mit ihm zusammenarbeitet. Unterdessen will der verzweifelte Kurt sich ins Ausland absetzen und kontaktiert Kemmers Frau, um 800.000 Schilling zu erpressen, sonst werde er zur Polizei gehen. Doch zur vereinbarten Geldübergabe erscheint Smoleks Killer „Eiserner“, Kurt wird verletzt, kann aber den „Eisernen“ in die Flucht schlagen. Am Ort der geplanten Geldübergabe findet die Polizei Blutspuren von Kurt, Fichtl und sein Team vermuten ein dort geplantes Treffen zwischen Kurt und Kemmer.
Fichtl sucht Kemmer auf, doch dessen Frau gibt ihm ein Alibi. Kemmer streitet auch jegliche Verbindung zu Smolek ab. Hollocher, der mit Winter zusammen Smolek in dessen Lokal im Auge behält, kann einen Anruf belauschen, den Smolek erhält. Hollocher wird daraufhin vom „Eisernen“ niedergeschlagen. Fichtl ist mittlerweile überzeugt, dass der „Eiserne“ Kostmann im Auftrag Kemmers umgebracht hat. Winter hat die Idee, Kemmer mit einem anonymen Brief nervös zu machen und ihn zu beobachten. Putner duldet die illegale Aktion stillschweigend. Während Hollocher herausfindet, dass der „Eiserne“ geflohen ist, erhält Smolek wegen des Briefs an Kemmer einen Anruf, dieser sucht den „Eisernen“ in dessen Versteck auf, weil er einen Auftrag für ihn hätte. Unterdessen stellt sich der schwer verletzte Kurt, weil er dringend ärztliche Hilfe benötigt. Smolek fährt mit dem „Eisernen“ in ein Waldstück und will diesen dort erschießen, weil er denkt, dieser habe zu viel geredet und dadurch die Erpressung Kemmers ausgelöst. Doch der „Eiserne“ ist schneller und erschießt seinerseits Smolek. Unterdessen lässt Putner Kemmer festnehmen, doch dieser streitet weiterhin alles ab.
Hollocher und Winter suchen das Haus der Kemmers auf, dort finden sie Kemmers Ehefrau Agathe gefesselt und geknebelt vor. Der „Eiserne“ war dort und wollte den Aufenthaltsort von Herbert Kluger, dem Prokuristen der Spedition ihres Mannes, wissen. Frau Kemmer, die mit Kluger ein Verhältnis hat, klärt die Beamten auf, dass ihr Mann komplett unschuldig ist. Kluger hatte die Geschäfte mit den geraubten Kunstgegenständen hinter dem Rücken von Kemmer eingefädelt und auch den Mord an Kostmann. Kluger hatte vor, die Spedition des spielsüchtigen Kemmer zu übernehmen, allerdings haben ihm noch zwei Jahre gefehlt. Hätte Kemmer die Villa seiner Eltern jetzt allerdings nicht verkaufen können, wäre die Spedition bereits jetzt in Konkurs gegangen und die Übernahmepläne von Kluger wären hinfällig geworden. Hollocher und Winter eilen mit einem großen Polizeiaufgebot zum Lager der geraubten Kunstgegenstände, dort hält sich Kluger auf. Der „Eiserne“ ist bereits im Lager und will Kluger töten. Die Polizei trifft im letzten Moment ein und nimmt beide Männer fest. Kluger gesteht daraufhin seine Verwicklung in den Schmuggel der geraubten Kunstgegenstände und den Mord an Kostmann.

## Dreharbeiten
Blinde Angst wurde zwischen dem 3. Mai und dem 3. Juli 1988 in Wien und Umgebung gedreht.

## Kritik
TV Spielfilm bewertete den Film mittelmäßig und meint: „Nicht blind, aber auch nicht die große Vision“.